# Jackie Burroughs
Jackie Burroughs, nome d'arte di Jacqueline Burroughs, (Lancashire, 2 febbraio 1939 – Toronto, 22 settembre 2010), è stata un'attrice, doppiatrice e regista britannica naturalizzata canadese.

## Biografia

### Giovinezza
Nata nel Lancashire, in Inghilterra, Jackie Burroughs si trasferì all'età di 13 anni con la famiglia a Toronto, in Canada.
Frequentò la scuola privata femminile Branksome Hall e nel 1962 si laureò all'Università di Toronto.

### Carriera
Dopo aver recitato in alcune opere teatrali, debuttò nel mondo del cinema nel 1966 nel film Notes for a Film About Donna & Gail.
Altri film da lei interpretati sono La zona morta (1982), Vecchia volpe (1982) e Anna dai capelli rossi (1985).
Dal 1990 al 1996 ha interpretato il ruolo di Hetty King nella serie televisiva La strada per Avonlea.
Ha interpretato Mona "Mother Mucca" Ramsey nelle mini serie televisive More Tales of the City del 1998 e Further Tales of the City del 2001.

### Vita privata
Jackie Burroughs è stata sposata con Zalman Yanovsky, cofondatore con John Sebastian della band The Lovin' Spoonful. La coppia, che ha avuto una figlia, Zoe, ha divorziato nel 1968.

### Morte
Jackie Burroughs è morta nella propria casa di Toronto nel pomeriggio del 22 settembre 2010 a causa di un tumore allo stomaco.

## Filmografia

### Attrice
- Notes for a Film About Donna & Gail (1966)
- The Purse (1966)
- Wojeck, nell'episodio "All Aboard for Candyland" (1966)
- The Ernie Game (1967)
- The Hart & Lorne Terrific Hour (1970) Serie TV
- The Psychiatrist, nell'episodio "God Bless the Children (Pilot)" (1970)
- Eat Anything (1971)
- Norman Corwin Presents, nell'episodio "The Discovery" (1972)
- Running Time (1974)
- Monkeys in the Attic (1974)
- 125 Rooms of Comfort (1974)
- La mondana felice (My Pleasure Is My Business) (1975) (non accreditata)
- Twelve and a Half Cents (1977)
- Great Performances, nell'episodio "Out of Our Father's House" (1978)
- Chairman of the Board (1980) Film TV
- Rapimento di un presidente (The Kidnapping of the President) (1980)
- Chairman of the Board (1981) Serie TV
- The Intruder (1981)
- Vecchia volpe (The Grey Fox) (1982)
- Chautauqua Girl (1983)
- Archivio segreto (Overdrawn at the Memory Bank) (1983) Film TV
- Gentle Sinners (1983)
- The Wars (1983)
- La zona morta (The Dead Zone) (1983)
- All the Years (1984)
- The Surrogate (1984)
- Evergreen (1985) Miniserie TV
- Brivido seducente (Seduced) (1985) Film TV
- Titolo di studio: nonno (The Undergrads) (1985) Film TV
- Anna dai capelli rossi (Anne of Green Gables) (1985) Film TV
- La morte non sa leggere (A Judgment in Stone) (1986)
- Taking Care of Terrific (1987) Film TV
- A Winter Tan (1987)
- John and the Missus (1987)
- I Vant to be Alone (1988) Film TV
- Carnival of Shadows (1989) Film TV
- The Midday Sun (1989)
- Ai confini della realtà (The Twilight Zone) – serie TV, episodio 3x25 (1989)
- Denti assassini (Food of the Gods II) (1989)
- Ultimo avvertimento (Final Notice) (1989) Film TV
- Sussurri (Whispers) (1990)
- La strada per Avonlea (Road to Avonlea) (1990-1996) Serie TV
- Elizabeth Smart: On the Side of the Angels (1991)
- Careful (Careful) (1992)
- Night Owl (1993) Film TV
- Colomba solitaria (Lonesome Dove: The Outlaw Years), nell'episodio "The Hanging" (1995)
- O Canada (1997) Serie TV
- Hemoglobin - Creature dell'inferno (Bleeders) (1997)
- Elvis Meets Nixon (1997) Film TV
- Due South - Due poliziotti a Chicago (Due South), nell'episodio "Eclissi" (1997)
- Platinum (1997) Film TV
- Heritage Minute, nell'episodio "Rural Teacher" (1998)
- Evidenti tracce di sangue (Evidence of Blood) (1998) Film TV
- Last Night (Last Night) (1998)
- More Tales of the City (1998) Miniserie TV
- Happy Christmas, Miss King (1998) Film TV
- Cover Me (1999) Miniserie TV
- Have Mercy (1999)
- Angela Anaconda (Angela Anaconda) (1999) Serie TV
- Washed Up (2000)
- L'altra metà dell'amore (Lost and Delirious) (2001)
- Further Tales of the City (2001) Miniserie TV
- On Their Knees (2001)
- Smallville (Smallville), nell'episodio "Il futuro" (2001)
- The Pilot's Wife (2002) Film TV (non accreditata)
- Night's Noontime (2002)
- Just Cause (Just Cause), nell'episodio "Death's Details" (2003)
- Cose da maschi (A Guy Thing) (2003)
- Made in Canada, nell'episodio "Beaver Creek Valentine" (2003)
- Mystery Ink (2003) Serie TV
- Willard il paranoico (Willard) (2003)
- Dead Like Me (Dead Like Me), nell'episodio "Reaping Havoc" (2003)
- Rhinoceros Eyes (2003)
- The Republic of Love (2003)
- L'undicesima ora (The Eleventh Hour), nell'episodio "Georgia" (2004)
- La stagione vincente (The Winning Season) (2004) Film TV
- Cavedweller (2004)
- Vado, vedo, vengo - Un viaggio tutte curve (Going the Distance) (2004)
- The Limb Salesman (2004)
- Snow (2004) Film TV
- Bailey - Il cane più ricco del mondo (Bailey's Billion$) (2005)
- Walter Ego (2005) Serie TV
- L'amore in gioco (Fever Pitch) (2005)
- King's Ransom (King's Ransom) (2005)
- I commedianti (Slings and Arrows), negli episodi "Season's End" (2005) e "Fallow Time" (2005)
- Leo (2005)
- Martha Behind Bars (2005) Film TV
- The Sentinel - Il traditore al tuo fianco (The Sentinel) (2006) (non accreditata)
- Presagio finale - First Snow (First Snow) (2006)
- Conciati per le feste (Deck the Halls) (2006)
- Skip Tracer (2008) Film TV
- Into the Labyrinth (2008)
- Sophie, nell'episodio "Stolen Kisses" (2009)
- Small Town Murder Songs (Small Town Murder Songs) (2010)

### Doppiatrice
- Heavy Metal (Heavy Metal) (1981)
- Gli orsetti del cuore - Il film (The Care Bears Movie) (1985)
- Ewoks, negli episodi "The Cries of the Trees" (1985), "Rampage of the Phlogs" (1985) e "Sunstar vs. Shadowstone" (1985)
- How Dinosaurs Learned to Fly (1995)
- Higglety Pigglety Pop! or There Must Be More to Life (2010) Uscito direttamente in home video

### Regista
- A Winter Tan (1987)